# Lech (personaj legendar)
Lech a fost conducătorul triburilor poloneze (lechnite), strămoșul legendar al polonezilor moderni, fondator și creator al Statului polonez. Fratele legendarilor Čech (întemeietorul cehilor) și Rus (întemeietorul rușilor kieveni). Conform tradiției, se crede că el a creat prima capitală poloneză, Gniezno, și stema națională — Vulturul alb. El este menționat în Cronica cehă a lui Dalimil, la începutul secolului al XIV-lea, și Marea Cronică Poloneză (poloneză : Kronice wielkopolskiej) a unui autor necunoscut, spre sfârșitul secolului al XIII-lea. În această cronică se mai povestește cum conducătorul legendar Lech, șeful triburilor polonezilor, a văzut odată pe un stejar cuibul unui vultur alb. Considerând că aceasta este un semn bun, Lech a fondat orașul Gniezno.